# La danza di Venere
La danza di Venere (Dancing Lady) è un film del 1933 diretto da Robert Z. Leonard e tratto dal romanzo omonimo di James Warner Bellah. Si tratta dell'esordio cinematografico di Fred Astaire che interpreta sé stesso.

## Trama
Il ricco Tod Newton si reca con alcuni amici ad assistere a uno spettacolo di burlesque. Poco dopo, la polizia fa irruzione nel locale, arrestando le ballerine poco vestite che si esibiscono nello spettacolo. Tod, che è rimasto colpito da una delle ragazze, Janie Barlow, le paga la cauzione, ma lei accetta il denaro solo a patto di poterglielo restituire. Alla ricerca di un lavoro, Janie decide di lasciare i bassifondi e di puntare in alto. Tenta di farsi assumere per uno spettacolo di Patch Gallagher. Ma i suoi tentativi falliscono e sarà ancora una volta Tod a intervenire in suo aiuto: senza apparire, finanzia lo spettacolo, ma chiede a Patch di prendere anche Janie, La cosa non va giù a Patch che non vuole avere niente a che fare con la ragazza che lui considera solo la protetta di un milionario.
Tod, invece, chiede la mano a Janie che, da parte sua, accetta sì di sposarlo, ma solo se lo spettacolo non avrà successo. Patch si rende conto della bravura del suo nuovo acquisto e decide di metterla nella prima fila del corpo di ballo. Nel corso delle prove, si accorge che lo spettacolo non funziona come dovrebbe e trova la soluzione facendo non solo alcuni cambiamenti, ma sostituendo Vivian, la star dello show, con Janie. Tra i due, nasce un'attrazione reciproca, ma Janie sceglie di andarsene con Tod quando lo spettacolo si ferma per mancanza di fondi. Il suo fidanzato, segretamente, ha ritirato la sua quota per far fallire lo show e poterla sposare. Quando Janie scopre l'inganno, torna da Patch - che intanto ha proseguito nell'allestimento dello show investendo tutto il proprio denaro - pregandolo di riprenderla. Al debutto, lo spettacolo ha un grande successo e Janie si esibisce accanto a due artisti come Fred Astaire e Nelson Eddy. Tod ammette con sé stesso che Janie appartiene a Broadway e rinuncia a lei, mentre la ragazza e Patch si rendono conto di essere qualcosa di più di un regista e un'attrice.

## Produzione
Il film, prodotto dalla Metro-Goldwyn-Mayer (MGM) (controlled by Loew's Incorporated), venne girato negli studi di Culver City, al 10202 di W. Washington Blvd.

### Colonna sonora
- Hold Your Man, parole di Arthur Freed, musica di Nacio Herb Brown
  - Cantato e danzato da Winnie Lightner e corpo di ballo
- Alabama Swing, scritto da James P. Johnson
  - Danzato da Joan Crawford con Larry Fine al pianoforte
- Everything I Have Is Yours, parole di Harold Adamson, musica di Burton Lane
  - Cantato da Arthur Jarrett
- My Dancing Lady, parole di Dorothy Fields, Jimmy McHugh
  - Eseguito da Arthur Jarrett
  - Danzato da Joan Crawford e dal corpo di ballo
- Heigh-Ho, the Gang's All Here, parole d Harold Adamson, musica di Burton Lane
  - Cantato e danzato da Fred Astaire,  Joan Crawford e corpo di ballo
- Let's Go Bavarian, parole di Harold Adamson, musica di Burton Lane
  - Cantato e danzato da Fred Astaire,  Joan Crawford e corpo di ballo
- (That's The) Rhythm of the Day, parole di Lorenz Hart, musica di Richard Rodgers
  - Cantato da Nelson Eddy, Joan Crawford (doppiata da Mildred Carroll)
- Hey! Young Fella, parole di Dorothy Fields, musica di Jimmy McHugh
  - Cantato e danzato dal corpo di ballo
- Siboney, di Ernesto Lecuona

### Distribuzione
Distribuito dalla Metro-Goldwyn-Mayer (MGM), il film uscì nelle sale cinematografiche USA il 24 novembre 1933. Nel 1934, venne distribuito in Svezia (26 marzo, come Den dansande Venus), Spagna (31 marzo a Madrid come Alma de bailarina), Ungheria (12 aprile, come A táncoló hölgy), Finlandia (15 aprile, come Suurkaupungin tytär), Danimarca (22 aprile, come Den dansende Venus), Germania (12 ottobre, come Ich tanze nur für dich), Portogallo (23 ottobre, come O Turbilhão da Dança) e Austria (come Tanzende Venus).